# نزيم قايدي
محمد نزيم قايدي. مخرج جزائري شاب. يعمل في التلفزيون الجزائري.بدأ عمله مع الأفلام بالمونتاج ك اللعبة لجمال فزاز الله يرحمه و غيره من الأعمال الأخرى, أخرج العديد من البرامج قبل أن يدخل مجال الإخراج الدرامي. قدم للجمهور مسلسلين بعنوان : الامتحان الصعب، و قلوب في صراع وحصل على جوائز محلية, في 2011 أخرج عمل جديدي ديني بعنوان مكارم التي تبث في قناة القرأن الكريم